# Gilmanton (Nuevo Hampshire)
Gilmanton es un pueblo ubicado en el condado de Belknap en el estado estadounidense de Nuevo Hampshire. En el Censo de 2010 tenía una población de 3.777 habitantes y una densidad poblacional de 24,72 personas por km².

## Geografía
Gilmanton se encuentra ubicado en las coordenadas 43°25′55″N 71°21′58″O / 43.43194, -71.36611. Según la Oficina del Censo de los Estados Unidos, Gilmanton tiene una superficie total de 152.81 km², de la cual 148.25 km² corresponden a tierra firme y (2.98%) 4.56 km² es agua.

## Demografía
Según el censo de 2010, había 3.777 personas residiendo en Gilmanton. La densidad de población era de 24,72 hab./km². De los 3.777 habitantes, Gilmanton estaba compuesto por el 97.62% blancos, el 0.08% eran afroamericanos, el 0.08% eran amerindios, el 0.74% eran asiáticos, el 0% eran isleños del Pacífico, el 0.21% eran de otras razas y el 1.27% pertenecían a dos o más razas. Del total de la población el 0.58% eran hispanos o latinos de cualquier raza.